# ماریشکا هارگیتی

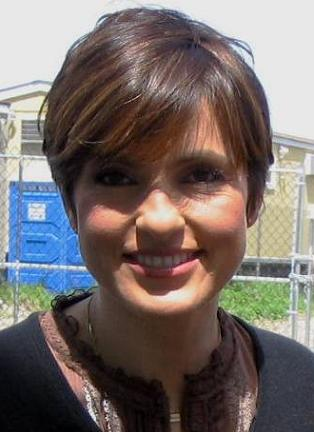
هارگیتی در می ۲۰۰۷

ماریشکا هارگیتِی (انگلیسی: Mariska Hargitay؛ زاده ۲۳ ژانویهٔ ۱۹۶۴) یک هنرپیشه اهل ایالات متحده آمریکا است. پدرش میکی هارگیتای و مادرش جین منسفیلد هر دو بازیگر بودند.
وی بازیگر سریال نظم و قانون: واحد قربانیان ویژه در نقش اولیویا بنسون بوده‌است. از فیلم‌های معروف او می‌توان به بازی در فیلم ترک لاس وگاس اشاره کرد.

## زندگی شخصی

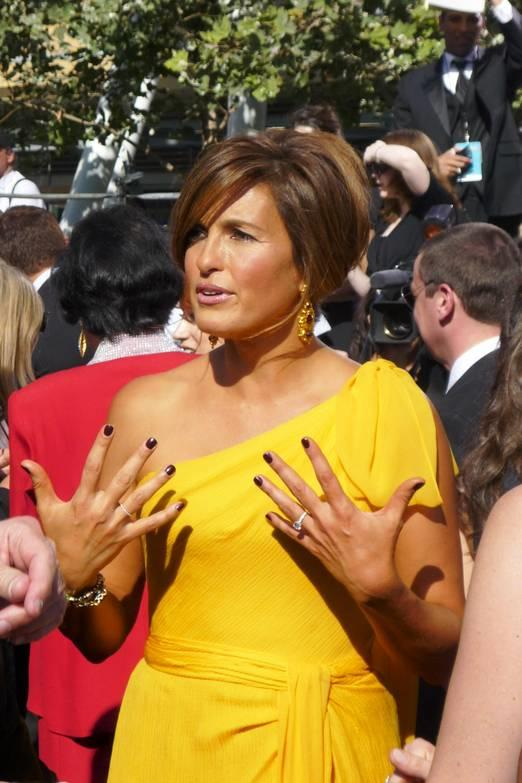
ماریشکا هارگیتی

هارگیتی در بیمارستان سنت جان در سنتا مونیکا در کالیفرنیا به دنیا آمد. پدر وی میکی هارگیتی که اهل مجارستان بود و نام وی، ماریشکا نیز مخفف مریم مجدلیه در مجاری است. هارگیتی با مذهب کاتولیک بزرگ شده‌است. او دارای دو برادر بزرگتر به نامهای میکلوش و زولتان است، و سه خواهر و برادر ناتنی به نام‌های، جین ماری منسفیلد و آنتونیو تونی (به ترتیب از ازدواج اول و سوم مادرش) و تینا هارگیتی (از ازدواج اول پدرش) دارد.
همسرش یک بازیگر و نویسنده آمریکایی پیتر هرمان است که در حال بازی در سریال نظم و قانون: واحد قربانیان ویژه با یکدیگر آشنا شدند. او صاحب سه فرزند است. دو فرزند دیگر به نام‌های آمایا ژوزفین و دیگری آندرو نیکولاس دارد که با همسرش به فرزندی پذیرفته‌اند.
پدر و مادر هارگیتی در مه ۱۹۶۳ طلاق گرفتند، اما پس از چند ماه قبل از تولد ماریشکا در ژانویه ۱۹۶۴ آشتی و دوباره از هم جدا شدند. در ۲۹ ژوئن سال ۱۹۶۷، جین منسفیلد مادر هارگیتی در یک تصادف اتومبیل کشته شد. سام برودی دوست پسر جین منسفیلد و راننده نیز در این تصادف کشته شدند. علت مرگ مادرش خواب در پشت وسیله نقلیه بود. هارگیتی سه و نیم ساله یک زخم بر روی قسمتی از سرش ایجاد شده بود. برادران او میکلوش و زولتان نیز در ماشین بود که تنها با چند جراحات جزئی مواجه شدند.

## گزیده فیلم‌شناسی
فهرست برخی از فیلم‌هایی که ماریشکا هارگیتی در آن‌ها به ایفای نقش پرداخته‌است:
- سلاح بی‌نقص
- سارق بانک
- ترک لاس وگاس
- عطر
- حکایت دریای زمین
- بخش فوریت‌های پزشکی (مجموعه تلویزیونی)
- نظم و قانون: واحد قربانیان ویژه (مجموعه تلویزیونی)